# 히라카와시
히라카와시(일본어: 平川市)는 일본 아오모리현 쓰가루 지방에 있는 시이다. 2006년 1월 1일에 미나미쓰가루군 오노에정·히라가정·이카리가세키촌이 합병해 탄생했다.

## 역사
2006년 1월 1일에 미나미쓰가루군의 오노에정, 히라카정, 이카리가세키촌이 합병해 발족했다.
히라카와라는 이름은 합병된 3개 정촌에 흐르는 이와키강의 지류인 히라강(平川)에서 유래했다. 히라강은 구 이카리가세키촌과 구 히라카정 사이에서 오와니정과 히로사키시에도 흐르고 있다. 구 이카리가세키촌과 구 히라카정은 경계를 접했지만, 경계선은 산지로 되어 있고 도로가 없어서 실질 월경지였기 때문이다.
원래는 히로사키시, 구로이시시, 이와키정, 소마촌, 니시메야촌, 후지사키정, 오와니정, 오노에정, 히라카정, 도키와촌, 이나카다테촌, 이카리가세키촌을 합병하여 신 히로사키시를 발족할 예정이었지만, 합병 방식과 새로운 시의 이름, 시의원 정원 수 등을 둘러싼 이견으로 합병에 관한 협의가 제대로 이루어지지 않았으며, 결국 오노에정, 히라카정, 이카리가세키촌만 합병하는 것으로 합의되어 히라카와시가 탄생했다.

## 지리
- 하천: 히라강(이와키강의 지류)

## 인구
| 연도 | 인구 | ±% p.a. |
| --- | --- | ------- |
| 1960 | 42,492 | —       |
| 1970 | 39,360 | −0.76%  |
| 1980 | 38,979 | −0.10%  |
| 1990 | 37,948 | −0.27%  |
| 2000 | 36,454 | −0.40%  |
| 2010 | 33,764 | −0.76%  |
| 2020 | 30,567 | −0.99%  |
| 이 그래프는 더 이상 지원되지 않는 레거시 그래프 확장 기능 을 사용하고 있습니다. 새로운 차트 확장 기능 으로 변환해야 합니다. | |         |
| | 이 그래프는 더 이상 지원되지 않는 레거시 그래프 확장 기능을 사용하고 있습니다. 새로운 차트 확장 기능으로 변환해야 합니다. |         |

|                                                | |
| 히라카와시의 전국의 연령별 인구 분포（2005년） | 히라카와시의 연령·남녀별 인구 분포（2005년）                                                                              |
| ■자주색 ― 히라카와시 ■녹색 ― 일본전국          | ■파랑색 ― 남자 ■빨간색 ― 여자                                                                                             |
| · 히라카와시（에 해당되는 지역）의 인구추이    | |
| 일본 총무성 통계국 국세조사 결과               | |
|                                                | 이 그래프는 더 이상 지원되지 않는 레거시 그래프 확장 기능을 사용하고 있습니다. 새로운 차트 확장 기능으로 변환해야 합니다. |

## 기후
쾨펜의 기후 구분으로는 냉대 습윤 기후에 속한다.
| 이카리가세키(히라강) 지방 기상대(1981-2010)의 기후 | 이카리가세키(히라강) 지방 기상대(1981-2010)의 기후 | 이카리가세키(히라강) 지방 기상대(1981-2010)의 기후 | 이카리가세키(히라강) 지방 기상대(1981-2010)의 기후 | 이카리가세키(히라강) 지방 기상대(1981-2010)의 기후 | 이카리가세키(히라강) 지방 기상대(1981-2010)의 기후 | 이카리가세키(히라강) 지방 기상대(1981-2010)의 기후 | 이카리가세키(히라강) 지방 기상대(1981-2010)의 기후 | 이카리가세키(히라강) 지방 기상대(1981-2010)의 기후 | 이카리가세키(히라강) 지방 기상대(1981-2010)의 기후 | 이카리가세키(히라강) 지방 기상대(1981-2010)의 기후 | 이카리가세키(히라강) 지방 기상대(1981-2010)의 기후 | 이카리가세키(히라강) 지방 기상대(1981-2010)의 기후 | 이카리가세키(히라강) 지방 기상대(1981-2010)의 기후 |
| 월                                                 | 1월                                                | 2월                                                | 3월                                                | 4월                                                | 5월                                                | 6월                                                | 7월                                                | 8월                                                | 9월                                                | 10월                                               | 11월                                               | 12월                                               | 연간                                               |
| -------------------------------------------------- | -------------------------------------------------- | -------------------------------------------------- | -------------------------------------------------- | -------------------------------------------------- | -------------------------------------------------- | -------------------------------------------------- | -------------------------------------------------- | -------------------------------------------------- | -------------------------------------------------- | -------------------------------------------------- | -------------------------------------------------- | -------------------------------------------------- | -------------------------------------------------- |
| 일평균 최고 기온 °C (°F)                           | 0.5 (32.9)                                         | 1.5 (34.7)                                         | 5.6 (42.1)                                         | 13.8 (56.8)                                        | 19.4 (66.9)                                        | 23.5 (74.3)                                        | 26.6 (79.9)                                        | 28.5 (83.3)                                        | 23.8 (74.8)                                        | 17.4 (63.3)                                        | 9.9 (49.8)                                         | 3.3 (37.9)                                         | 14.4 (57.9)                                        |
| 일일 평균 기온 °C (°F)                             | −3.0 (26.6)                                        | −2.5 (27.5)                                        | 0.9 (33.6)                                         | 7.6 (45.7)                                         | 13.3 (55.9)                                        | 17.6 (63.7)                                        | 21.4 (70.5)                                        | 22.9 (73.2)                                        | 18.1 (64.6)                                        | 11.4 (52.5)                                        | 5.0 (41.0)                                         | −0.3 (31.5)                                        | 9.4 (48.9)                                         |
| 일평균 최저 기온 °C (°F)                           | −6.7 (19.9)                                        | −6.6 (20.1)                                        | −3.5 (25.7)                                        | 2.1 (35.8)                                         | 7.6 (45.7)                                         | 12.6 (54.7)                                        | 17.2 (63.0)                                        | 18.5 (65.3)                                        | 13.3 (55.9)                                        | 6.5 (43.7)                                         | 0.8 (33.4)                                         | −3.7 (25.3)                                        | 4.8 (40.6)                                         |
| 역대 최저 기온 °C (°F)                             | −16.6 (2.1)                                        | −15.2 (4.6)                                        | −13.5 (7.7)                                        | −8.4 (16.9)                                        | −1.2 (29.8)                                        | 1.4 (34.5)                                         | 7.9 (46.2)                                         | 9.1 (48.4)                                         | 3.6 (38.5)                                         | −1.9 (28.6)                                        | −8.0 (17.6)                                        | −15.2 (4.6)                                        | −16.6 (2.1)                                        |
| 출처: 일본 기상청                                  |                                                    |                                                    |                                                    |                                                    |                                                    |                                                    |                                                    |                                                    |                                                    |                                                    |                                                    |                                                    |                                                    |

- 역대 최고 기온(1976년 12월부터) 37.9℃ (1999년 8월 10일)
- 역대 최저 기온(1976년 12월부터) -15.7℃ (2011년 1월 31일)[2]

## 행정
- 시장: 나가오 타다유키(2014년 2월 5일 취임 1기째)

역대 시장
- 시장직무 집행자(새로운 시장 선출까지): 나리타 다케노리(구 오노에정장)
- 초대: 소토가와 미치오(2006년 2월 5일~2010년 2월 4일, 구 히라가정장)
- 2대: 오가와 기요지(2010년 2월 5일~2014년 2월 4일)
- 의회
  - 초대 의장: 오가와 기요지(구 히라가정의회 의장)
  - 초대 부의장: 구도 도시오(구 오노에정의회 의장)

- 시청

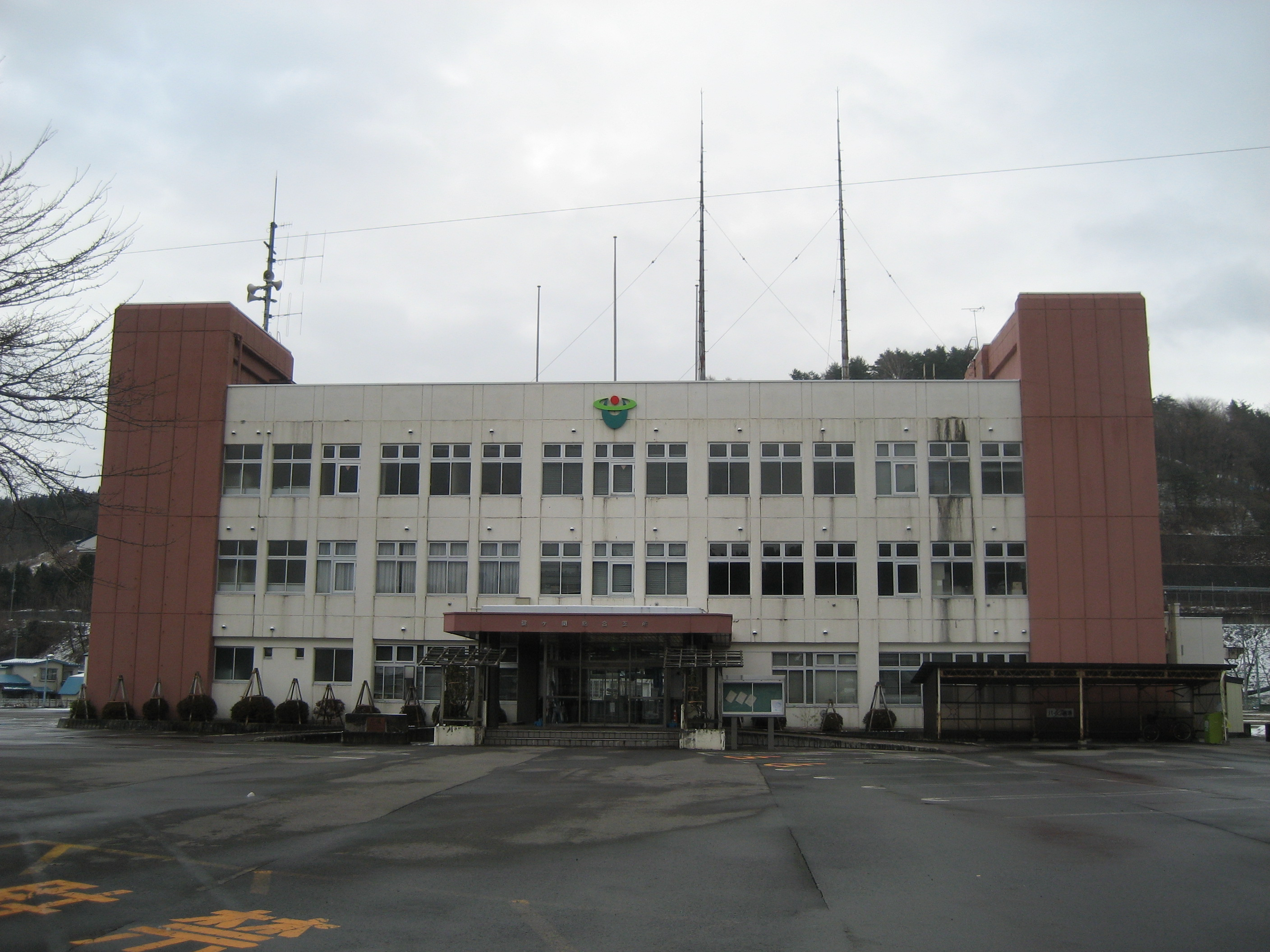
이카리가세키 종합출장소

  - 본청사: 히라카와시 가시와기마치 후지야마 25-6
  - 오노에 종합출장소: 히라카와시 사루카미나미타 15-1
  - 이카리가세기 종합출장소: 히라카와시 이카리가세키 미카사야마 107-3
  - 구즈강 종합출장소: 히라카와시 구즈강 타노사와구치 5-1

2014년 7월 16일 히라카와시장 선거에서 선거법 위반(매수)으로 히라카와시의회 의원 20명 중 15명이 체포되었다.

## 자매도시·제휴도시
- 일본 이와테현 야마다정
  - 1990년 8월 2일 히라가정이 우호친선도시 체결
- 일본 가고시마현 미나미큐슈시
  - 2000년 1월 1일 히라가정이 구 지란정과 우호친선도시 체결

## 산업

### 우편
- 이카리가세키 우체국(집배국)(84021)
- 오노에 우체국(집배국)(84022)
- 히라가 우체국(집배국)(84047)
- 히라가 신우체국(84166)
- 히라가 본정우체국(84205)
- 구즈강 간이우체국(84712)
- 가나야 간이우체국(84774)
- 가라타케 간이우체국(84801)

### 상업시설
- 이온타운 히라가
  - 막스밸류 히라가점(막스밸류 도호쿠 운영)
  - 호마크 히라가점
  - 츠루하 히라가점
- 사토 히사시 히라가점
- 사토 히사시 오노에점
- 이도쿠 히라가점

## 교육

### 고등학교
- 아오모리현립 오노에 종합고등학교
- 아오모리현립 가시와기 농업고등학교

### 중학교
- 히라카와시립
  - 오노에 중학교
  - 히라가 서부중학교
  - 히라가 동부중학교
  - 구즈강 초중학교
  - 이카리가세키 중학교

2011년에 오구니 중학교가 히라가 동부중학교로 통합되었다.

### 초등학교
- 히라카와시립
  - 가나타 초등학교
  - 사루카 초등학교
  - 카시와기 초등학교
  - 다이보 초등학교
  - 고와모리 초등학교
  - 마쓰자키 초등학교
  - 다케다테 초등학교
  - 구즈강 초등학교
  - 히라가히가시 초등학교
  - 이카리가세키 초등학교

2011년에 오구니 초등학교가 다케다테 초등학교로 통합되었다.
2012년에 히로후네 초등학교가 히라가히가시 초등학교로 통합되었다.

## 교통

### 철도
- 동일본 여객철도 오우 본선
  - 쓰가루유노사와역 - 이카리가세키역
- 고난 철도 고난선
  - 다치타역 - 히라카역 - 하쿠노코코마에역 - 쓰가루오노에역 - 오노에코코마에역

### 도로
| - 고속도로 - 도호쿠 자동차도 이카리가세키 IC - 일반국도 - 국도 7호선 - 국도 102호선 - 국도 282호선 - 국도 454호선 - 주요 지방도 - 아오모리현도 13호 오와니나미오카선 - 아오모리현도 41호 히로사키칸조선 | - 일반 현도 - 아오모리현도 104호선 - 아오모리현도 105호선 - 아오모리현도 106호선 - 아오모리현도 109호선 - 아오모리현도 116호선 - 아오모리현도 117호선 - 아오모리현도 135호선 - 아오모리현도 144호선 - 아오모리현도 202호선 - 아오모리현도 205호선 - 아오모리현도 237호선 - 아오모리현도 268호선 - 아오모리현도 282호선 |

### 버스 노선

#### 노선버스
- 고난 버스
  - 히로사키 - 이카리가세키 (히로사키 - 이시가와 - 오와니 - 이카리가세키)
  - 히로사키 - 오노에 (히로사키 - 히누마 - 사루가 - 오노에)
  - 구로이시 - 오노에 (구로이시 - 고가노 - 오노에)
  - 구로이시 - 누루카와 (구로이시 - 누루유 - 이타도메 - 오구니 - 구즈카와 - 누루카와)
  - 히로사키 - 야쿠도시 북쪽 입구 (히로사키 - 다이보 - 야쿠도시 북쪽 입구)
- 히라카와시 순환버스
  - 니이야 - 오자키
  - 가라타케 - 히로후네
  - 스기다테 - 마쓰자키
  - 이와다테 - 다이보
  - 니이야 - 오자키 지구 직통버스 (겨울만 운행)

#### 고속버스
- 아스나로호 (아오모리 - 이카리가세키 IC - 모리오카)

## 인접하는 자치체
- 아오모리현
  - 히로사키시
  - 구로이시시
  - 도와다시
  - 미나미쓰가루군 이나카다테촌, 오와니정

- 아키타현
  - 오다테시
  - 가즈노군 고사카정

## 명소・유적지・관광지・제사・행사
- 구 오노에정

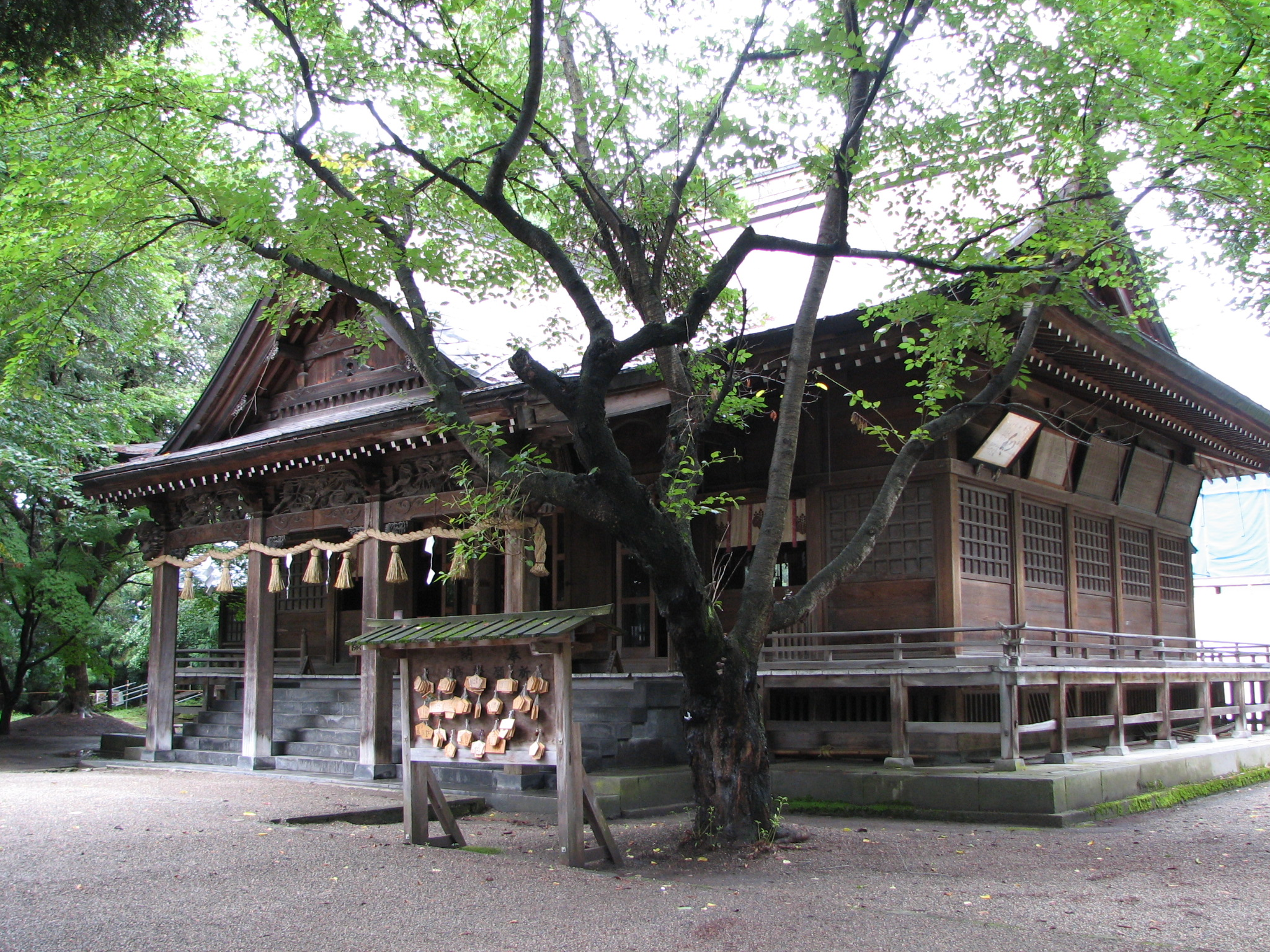
사루가 신사 배전

  - 세비엔 〔사루가 이시바야시1〕 (회유식 일본 정원） - 세비칸（의양풍 건축)
  - 세토시쇼인 정원 〔사루가 이시바야시1〕 명승
  - 사루가 신사 〔사루가 이시바야시〕본전（현중보）
  - 야하타자키 유적 - 아오모리현 사적 (조몬 시대 말기)
- 구 히라가정
  - 히라카와 네부타 축제가 매년 8월 2일-3일에 개최.
  - 히라가 온천지
  - 향토자료관(문화센터 내부, 고조)
- 구 이카리가세키촌
  - 이카리가세키 관문: 일찍이 히로사키번이 설치한 관문을 재현한 것.
  - 관문제
  - 이카리가세키 온천지
    - 아키모토 온천
    - 아이노리 온천

## 출신 및 거주 인물
- 홋카이 다이타로 - 전 스모 선수
- 무쯔니시키 슈지로 - 전 스모 선수
- 아사니시키 토시노리 - 전 스모 선수
- 기시 치에코 - 민요 가수
- 이마이 리케
- 가사이 요쓰오 - 일본 미술 전람회 화가
- 사쿠라다 세이치 - 작곡가
- Ichiro - 뮤지션, 기타리스트
- 야마다 스잇치 - 칼럼니스트(히라카와시 거주)

## 같이 보기
- 쓰가루 선거